# ميستك بيتزا
ميستك بيتزا أو البيتزا الغامضة (بالإنجليزية: Mystic Pizza)‏ هو فيلم أمريكي من نوع الكوميديا الرومانسية-الدرامية صدر عام 1988، وهو أول فيلم روائي طويل للمخرج دونالد بيتري. يضم الفيلم في بطولته أنابيث غيش، وجوليا روبرتس، وليلي تايلور، ويروي قصة ثلاث شابات من أصول برتغالية-أمريكية يعملن في مطعم بيتزا في بلدة ساحلية بولاية كونيتيكت، حيث يواجهن تحديات الحب، والطموح، والهوية أثناء انتقالهن من المراهقة إلى مرحلة البلوغ.
الفيلم لاقى استحسان النقاد، حيث وصفه الناقد الشهير روجر إيبرت بأنه "من الأعمال التي قد تُعرف لاحقًا بإطلاق نجوم سينمائيين قبل أن يصبحوا مشاهير"، في إشارة إلى الأداء اللافت للممثلين الشباب آنذاك. كما شهد الفيلم الظهور السينمائي الأول للنجم مات ديمون.

## القصة

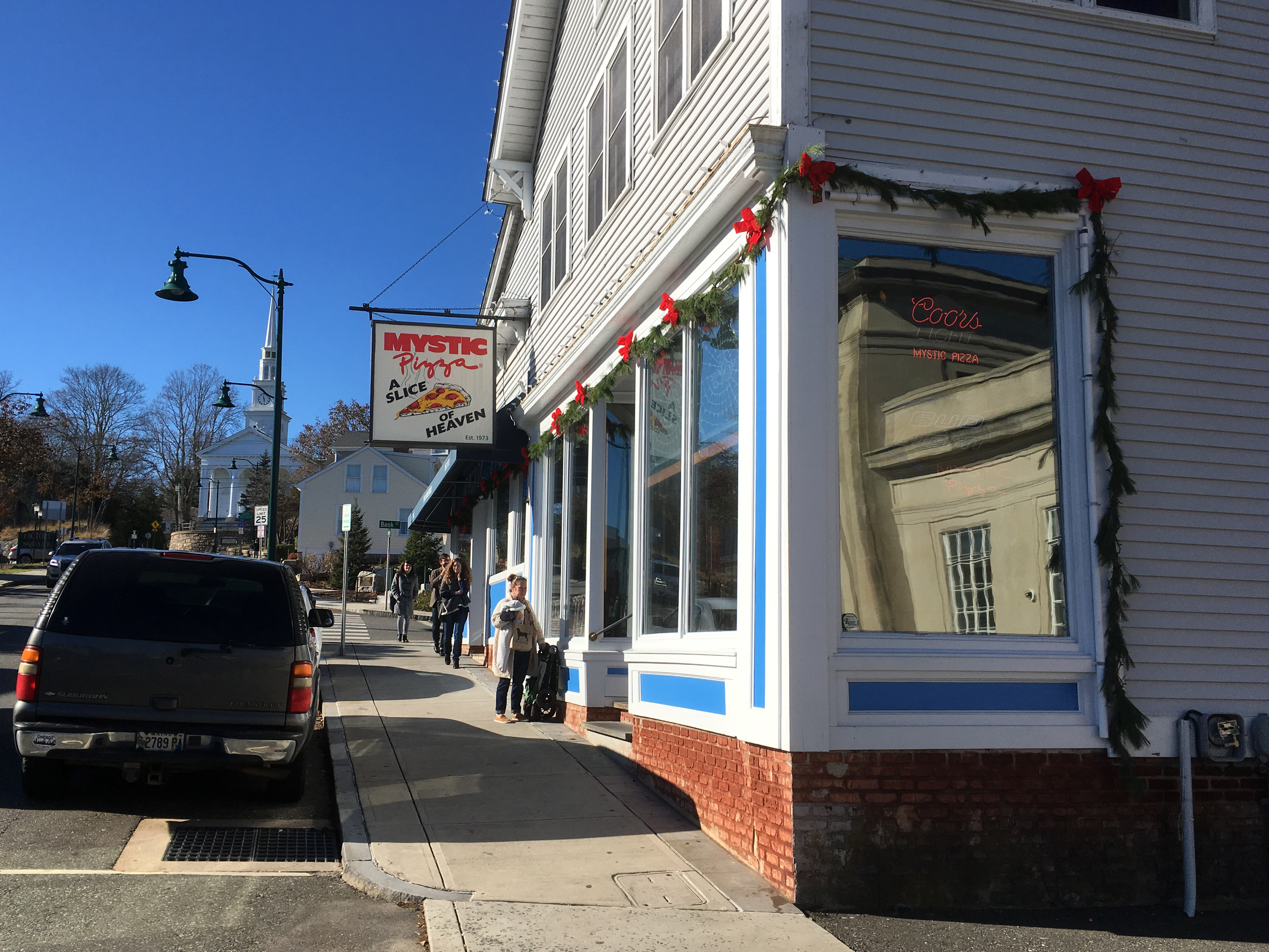
مطعم مستييك

تدور أحداث الفيلم في بلدة ميستيك الساحلية بولاية كونيتيكت، حيث تعمل الصديقات كات أرّوجو (أنابيث غيش)، وديزي أرّوجو (جوليا روبرتس)، وجوجو باربوسا (ليلي تايلور) في مطعم ميستيك بيتزا المملوك للمرأة الصارمة والمحبوبة في الوقت نفسه ليونا (كونشاتا فيريل).
تتمحور القصة حول التحديات التي تواجهها الفتيات الثلاث خلال صيفهن الأخير معًا:
كات، الفتاة الذكية والطموحة، تحلم بالالتحاق بجامعة ييل، لكنها تجد نفسها منجذبة لرجل متزوج.
ديزي، الشقيقة الكبرى لكات، تتميز بشخصيتها القوية والجذابة، وتقع في حب شاب ثري يُدعى تشارلز جوردان (آدم ستورك)، لكن علاقتهما تواجه تعقيدات بسبب الفوارق الطبقية.
جوجو، الفتاة المرحة والمتمردة، تعاني من مخاوف الارتباط رغم حبها العميق لخطيبها بيل (فينسنت فينتريسكا).
في خضم تجارب الحب والنضوج، تجد الفتيات في مطعم "ميستيك بيتزا" ملاذًا يجمعهن، بينما يُلقي الفيلم الضوء على العلاقات العائلية والتوترات الطبقية في البلدة.

## طاقم التمثيل
أنابيث غيش بدور كات أرّوجو
جوليا روبرتس بدور ديزي أرّوجو
ليلي تايلور بدور جوجو باربوسا
فينسنت فينتريسكا بدور بيل مونيوز
آدم ستورك بدور تشارلز جوردان
ويليام آر. موسيلي بدور تيم
كونشاتا فيريل بدور ليونا
مات ديمون بدور ستيفن جوردان (في أول ظهور سينمائي له)

## الإنتاج
الإخراج: دونالد بيتري
السيناريو: إيمي هولدن جونز
الإنتاج: مارك روزنتال، بيرني ويليامز
التصوير السينمائي: تيم سوسو
الموسيقى: ديفيد مكلويد
التوزيع: 20th Century Fox
تم تصوير الفيلم في مواقع مختلفة بولاية كونيتيكت، بما في ذلك بلدة ميستيك الحقيقية، ما منح الفيلم طابعًا أصيلًا يعكس أجواء البلدة الساحلية.

## الاستقبال النقدي
حظي ميستيك بيتزا بإشادة واسعة من النقاد، الذين أثنوا على السيناريو والأداء التمثيلي، خاصة أداء جوليا روبرتس الذي اعتُبر أحد عوامل نجاح الفيلم.
كتب الناقد روجر إيبرت في مراجعته:
"هناك سحر خفي في هذا الفيلم، فهو لا يسير وفق الحبكات الرتيبة المتوقعة في أفلام الرومانسية، بل يمنح شخصياته عمقًا إنسانيًا يجعلنا نهتم بمصائرهم. جميع الممثلين هنا يمتلكون موهبة حقيقية."
كما حصل الفيلم على تقييم 78% على موقع Rotten Tomatoes بناءً على آراء النقاد، مما جعله يُصنف كواحد من الأفلام الكلاسيكية الخفيفة التي تحمل طابع الحنين إلى فترة الثمانينيات.

## التأثير والإرث
بجانب نجاحه النقدي، أصبح ميستيك بيتزا فيلمًا بارزًا في مسيرة بطلاته، وخاصة جوليا روبرتس التي حققت بعده شهرة عالمية بفضل أفلام مثل Pretty Woman (1990). كما استمر المطعم الفعلي "ميستيك بيتزا" في كونيتيكت في جذب الزوار الذين يرغبون في تجربة الأجواء التي جسدها الفيلم.
في 2007، أعلنت شبكة براڤو عن تطوير مسلسل تلفزيوني مقتبس من الفيلم، لكنه لم يرَ النور. وفي 2019، تم تقديم ميستيك بيتزا على خشبة المسرح كعرض موسيقي مستوحى من الفيلم.

## روابط خارجية
- ميستك بيتزا على موقع IMDb (الإنجليزية)
- ميستك بيتزا على موقع ميتاكريتيك (الإنجليزية)
- ميستك بيتزا على موقع الموسوعة البريطانية (الإنجليزية)
- ميستك بيتزا على موقع روتن توميتوز (الإنجليزية)
- ميستك بيتزا على موقع نتفليكس (الإنجليزية)
- ميستك بيتزا على موقع قاعدة بيانات الأفلام العربية
- ميستك بيتزا على موقع ألو سيني (الفرنسية)
- ميستك بيتزا على موقع Turner Classic Movies (الإنجليزية)
- ميستك بيتزا على موقع أول موفي (الإنجليزية)
- ميستك بيتزا على موقع بوكس أوفيس موجو (الإنجليزية)

لم يتم العثور على روابط لمواقع التواصل الاجتماعي.